# Barnabas Bidwell
Pour les articles homonymes, voir Bidwell.
Barnabas Bidwell, né le 23 août 1763 à Monterey (Massachusetts) et mort le 27 juillet 1833 à Kingston (Ontario, Canada), est un homme politique américain, connu notamment pour sa lutte pour l'abolition de l'esclavage et la traque des marchands pratiquant la traite négrière malgré l'Act Prohibiting Importation of Slaves qui l'interdit depuis 1er janvier 1808.

## Biographie
Barnabas Bidwell après ses études secondaires il entre à l'Université Yale, d'où il sort diplômé en 1785, puis il fait ses études de droit à l'Université Brown de Providence, dans l’État du Rhode Island. Il s'inscrit au barreau en 1805 et ouvre son cabinet d'avocat à  Stockbridge dans le Massachusetts